# Elektromekanik
Elektromekanik kombinerer elektriske og mekaniske processer baseret på mekanisk og elektrisk ingeniørkunst (herunder elektronik). Mekanismer der udfører elektriske operationer ved hjælp af bevægelige dele kaldes elektromekaniske. Dette omfatter strengt taget manuelt betjente afbrydere, men normalt bruges betegnelsen om komponenter som f.eks. relæer, aktuatorer, vibratorer og andre mekaniske omformere, der ændrer jævnspænding til vekselspænding og lignende komponenter. 

## Historie
Relæer blev oprindeligt anvendt inden for telegrafien til at regenerere et signal, når dette var blevet svækket efter overførsel over en lang linje. 
Marconis første radiomodtager benyttede en kohærer, en elektromekanisk detektor til at detektere modtagelsen af et signal.
I de tidligste forsøg med fjernsyn anvendte man Nipkow-skiver til at skanne billedet. Inden for telefonien fandt forskellige former for telefonrelæer, der kunne vælge en bestemt linje ud fra modtagelsen af en række impulstog, stor anvendelse i den første generation af automatiske telefoncentraler. Disse er siden blevet afløst af digitale centraler. Disse relæer blev også brugt i den første digitale computer, Konrad Zuses Z3 fra 1941.
Fjernskrivere anvendte en del elektromekaniske komponenter. De elektriske skrivemaskiner var også elektromekaniske.